# 사우디아라비아 비전 2030
사우디 비전 2030(아랍어: رؤية السعودية ٢٠٣٠, 프로젝트 2030 이라고도 함)은 사우디 왕세자 겸 총리의 비전에 따라 경제적, 사회적, 문화적으로 다각화를 목표로 하는 사우디아라비아 왕국 이 시작한 정부 프로그램이다. 모하메드 빈 살만. 이는 2016년 4월 25일 사우디 정부 에 의해 처음 발표되었다.
각료회의는 경제개발위원회 (CEDA)에 "사우디아라비아의 비전 2030" 이행에 중요한 메커니즘과 조치를 식별하고 모니터링하는 임무를 부여했다.

## 개요
석유 수입은 석유 유통에 의존하는 경제 비중을 제외하고 사우디아라비아 실질 GDP의 30~40%를 차지한다. 석유 자원에 대한 의존도를 줄이는 것은 1970년대 이후 정부의 목표 중 하나였다. 이러한 자원을 주요 수입원으로 의존하는 국가의 석유 및 기타 천연자원은 "자원의 저주"로 묘사되었다. 그러나 이 목표의 이행은 불안정했으며 여전히 석유 가격에 크게 의존하고 있다. 핵심 우선순위는 세금, 수수료, 국부펀드 수입 등 정부를 위한 대체 수입원을 개발할 수 있는 것이다. 또 다른 주요 측면은 더 많은 고용 기회를 제공하기 위해 보조금을 지출하고 급여를 인상하며 민간 부문이 경제에 기여하는 부분을 늘려 공공 지출에 대한 국민의 의존도를 낮추는 것이다. 사우디 비전 2030의 목표는 쿠웨이트 비전 2035, 이집트 비전 2030, UAE 비전 2021 등 중동의 다른 개발 계획과 비교할 수 있다.
비전에는 국가를 '아랍과 이슬람 세계의 심장'으로 만들고, 글로벌 투자 강국으로 만들고, 국가의 위치를 아프리카-유라시아를 연결하는 허브로 전환하는 세 가지 주요 기둥이 있다.
이 계획은 국립성과측정센터(National Center for Performance Measurement), 납품부(Delivery Unit), 경제개발위원회(Council of Economic and Development Affairs)의 프로젝트 관리실 산하에 고용된 인력 그룹의 감독을 받는다. 국가 혁신 프로그램은 24개 정부 기관을 통해 2016년에 설계 및 시작되었다.
사우디 비전 2030은 다양화와 경쟁력 향상을 위한 목표를 제시한다. 이는 2030년까지 달성할 구체적인 목표를 제시하는 세 가지 주요 주제를 중심으로 구축되었다.
1. 활기 넘치는 사회 – 도시화, 문화 및 엔터테인먼트, 스포츠, 움라, 유네스코 문화유산, 기대 수명
2. 번영하는 경제 – 고용, 여성 인력, 국제 경쟁력, 공공 투자 기금, 외국인 직접 투자, 비석유 수출
3. 야심찬 국가 – 석유 외 수입, 정부 효율성, 전자 정부, 가계 저축 및 소득, 비영리 및 자원 봉사.

## 같이 보기
- 사우디아라비아의 경제